# Jacques Louis Nyst
Jacques Louis Nyst, né le 24 mai 1942 à Liège et mort le 11 mars 1996 à Sprimont, est un artiste belge, dont l’œuvre constitue un apport important à la vidéographie à la fin du 20e siècle.

## Biographie
Jacques Louis Nyst naît à Liège le 24 mai 1942.
Formé à l’Académie royale des Beaux-Arts Saint-Ferdinand (Madrid) et à l’Académie des beaux-arts de Liège, où il enseigne le dessin et fonde le premier atelier de vidéo d’art en Belgique francophone . Il travaille à partir des années 1960 avec son épouse Danièle Nyst. 
Il est nommé professeur de la nouvelle option vidéo de l'Académie des beaux-arts de Liège en 1983. 
Il meurt le 11 mars 1996 à Sprimont. 

## Œuvre
Jacques Louis Nyst est l’un des premiers plasticiens belges à s’intéresser à la vidéo. Dès les années 1970, il élabore une œuvre à l’intersection de la peinture, de la photographie et de la vidéo.
- 1974 : L’objet, vidéo, 11’30’’ [3]
- 1975 : Pour applaudir l'arc-en-ciel ou l'idée de la couleur[4], photo et acrylique sur panneau, au Musée d'art contemporain en plein air du Sart Tilman (Université de Liège)
- 1976 : De l’influence du câble de l’ALE[5] sur le cadrage des hirondelles [6], Neuf photo-graphismes sur papier photographique à résine, au Musée des beaux-arts de Liège
- 1987 : L’image, vidéo, 41’48’’ [7]

## Expositions
- 1987 : documenta 8, à Kassel
- 2013 : Jacques Louis Nyst : la solution de l’image – scénarios / vidéos, à La Châtaigneraie, Centre wallon d’art contemporain (Flémalle)